# Univerza Bocconi
Univerza Bocconi, uradno  Università commerciale Luigi Bocconi (slov. tudi Poslovna šola Luigi Bocconi v Milanu), je italijanska privatna univerza s sedežem v Milanu. Specializirana je v poučevanju ekonomskih ved s posebnim ozirom na socialne in pravne dejavnike gospodarstva ter na smernice managementa. Pravno je neprofitna družba, ki jo upravlja odbor sestavljen iz 19 oseb. Družbeni statut predvideva, da 9 odbornikov in predsednika imenuje Inštitut Bocconi (Istituto Javotte Bocconi), ostale odbornike pa imenujejo Milanska občina, Pokrajina Milano in Confindustria (konfederacija italijanskih industrij).
Univerzo je osnoval leta 1902 milanski podjetnik Ferdinando Bocconi, ki je bil prepričan, da je ekonomska rast mogoča samo na podlagi novega razmerja med kapitalom in delovno silo, ki naj bi ga uvedli izučeni vodilni kadri, usposobljeni za sistematično organizacijo podjetja. Z leti se je ustanova širila in izpopolnjevala z mnogimi novimi enotami. Danes sestoji iz petih šol (scuole):
- Undergraduate School (Scuola Universitaria) – triletni program za ekonomijo in podjetništvo
- Graduate School (Scuola Superiore Universitaria) – diplomski program za ekonomijo in podjetništvo; diplomski master pre-experience prve in druge stopnje
- School of Law (Scuola di Giurisprudenza) – petletni program za pravo; razni programi za pravno specializacijo
- PhD School (Scuola di Dottorato) – razni programi za po-univerzitetno znanstveno raziskovanje
- School of Management (SDA Bocconi) – post experience program MBA (Master in business administration); specializirani programi in master.